# AG Vulcan Stettin

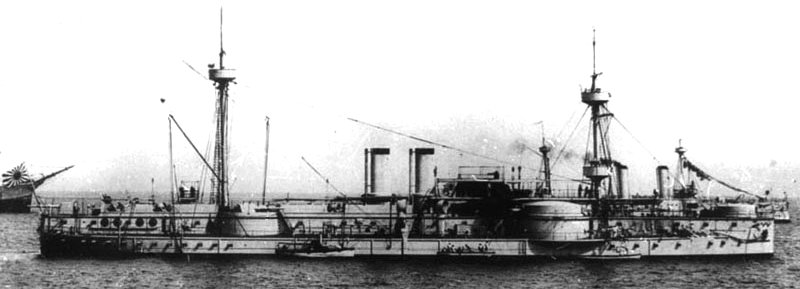
Zbudowany dla Chin pancernik „Zhenyuan” (1885)

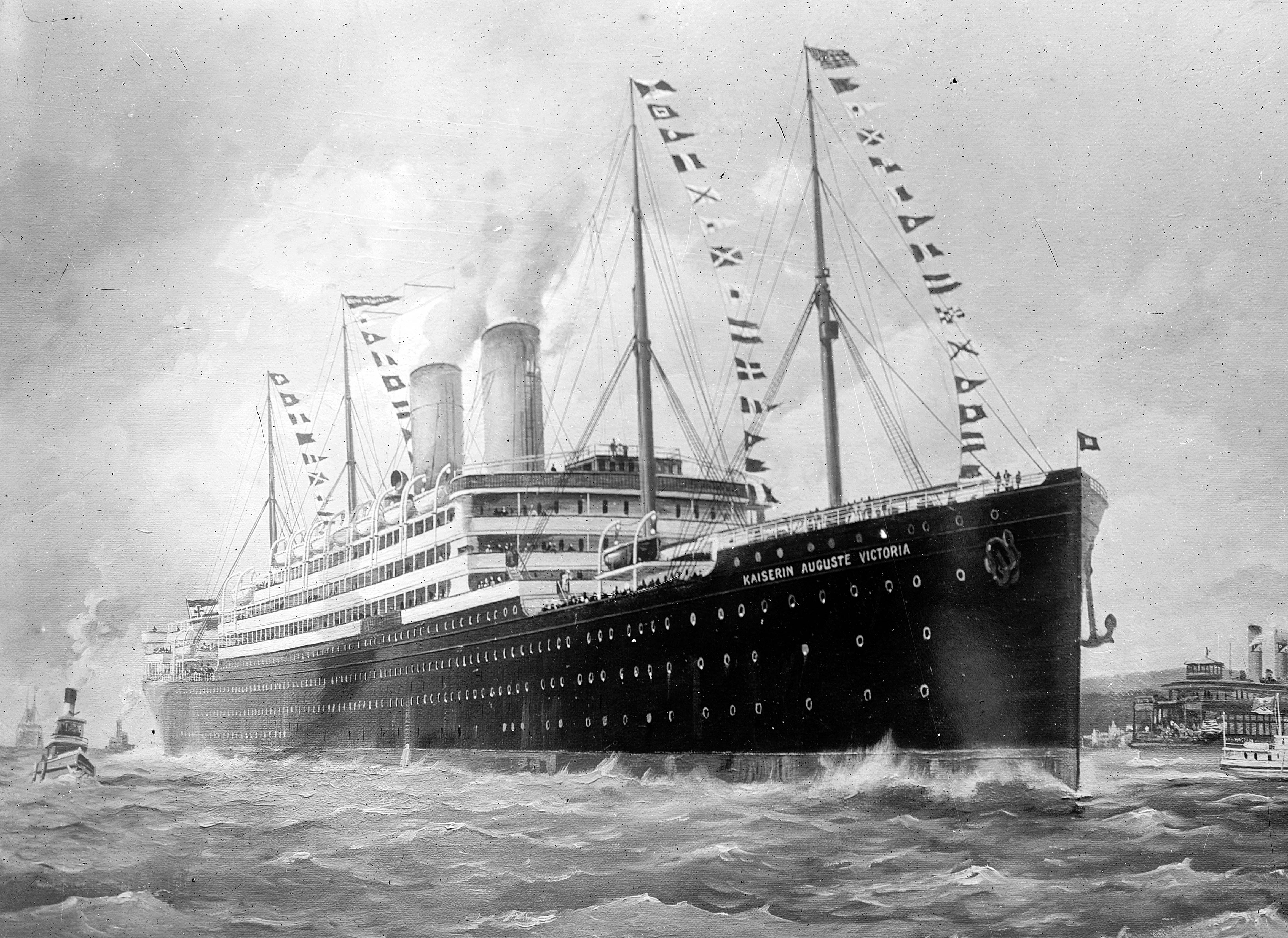
SS Kaiserin Auguste Victoria (1905) – największy ówcześnie pasażerski statek parowy na świecie

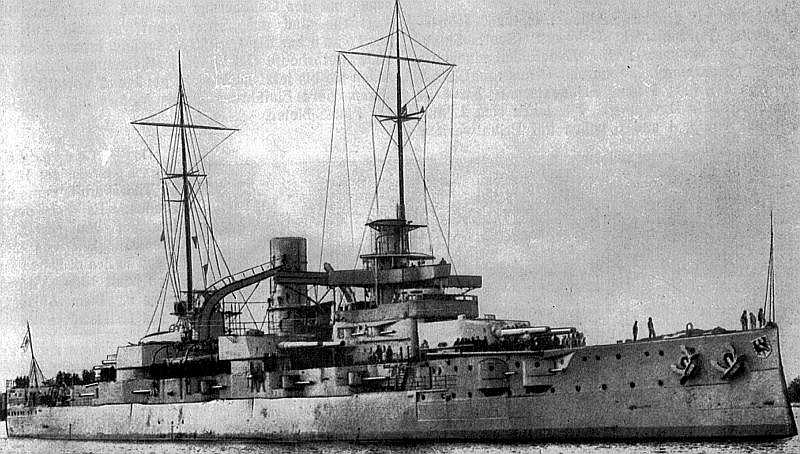
Niemiecki pancernik SMS Rheinland (1910)

Aktien-Gesellschaft (AG) Vulcan Stettin – przedsiębiorstwo stoczniowo-maszynowe działające do końca II wojny światowej w Szczecinie.

## Historia
Stocznia założona w 1851 r. jako Vulcan-Werft na Drzetowie (wtedy: Bredow) przez hamburskich inżynierów Früchtenichta i Brocka. Pierwszym statkiem był parowy bocznokołowiec Dievenow. W 1857 zostało oficjalnie powołane przez króla Prus Fryderyka Wilhelma IV i przekształcone w spółkę akcyjną (Aktien-Gesellschaft), na którą składały się udziały firm z Berlina i Szczecina. Nazwę zmieniono na Stettiner Maschinenbau AG „Vulcan” (Szczecińskie Towarzystwo Budowy Maszyn „Vulcan” S.A.), a na nowym wydziale uruchomiono także budowę parowozów. W latach 1866–1870 montowano ich aż 70 rocznie. „Vulcan” była pierwszą stocznią cywilną w Cesarstwie Niemieckim, która dostała zamówienie od Kriegsmarine na budowę pancernika – był nim zbudowany w 1874 „Preußen”. Do 1900 trwał intensywny rozwój stoczni, na jej pochylniach wodowane były okręty dla najważniejszych armatorów początkowo niemieckich, później także z innych krajów świata takich jak: Chiny, Rosja, Grecja, Brazylia i Japonia.
Cztery ze zbudowanych na „Vulcanie” statków pasażerskich dwunastokrotnie zdobywały Błękitną Wstęgę Atlantyku, były to:
- „Kaiser Wilhelm der Große” (2x)
- „Deutschland”(inne języki) (8x)
- „Kronprinz Wilhelm”(inne języki)
- „Kaiser Wilhelm II”(inne języki).

W 1906 otwarto filię stoczni w Hamburgu, 5 lat później przeniesiono tam siedzibę firmy, a jej nazwę zmieniono na Vulcan-Werke Hamburg und Stettin AG. Wówczas to stocznia w Hamburgu zaczęła przejmować zlecenia na większe jednostki, a w Szczecinie produkowano tylko małe statki oraz, podczas I wojny światowej, okręty podwodne.
W 1905 zbudowano największy wówczas pasażerski statek parowy na świecie – „Kaiserin Auguste Victoria”. Wyczyn ten powtórzono w 1913 w hamburskim oddziale „Vulcana”, budując kolejny największy pasażerski statek parowy na świecie – „Imperator” przewyższający pod każdym względem RMS „Titanic”, który zatonął rok wcześniej. „Imperator” w 1920 w wyniku reparacji wojennych został przejęty przez linie Cunard Line z Wielkiej Brytanii i przemianowany na RMS „Berengaria”.
Po 1918 stocznia zaprzestała produkcji okrętów na mocy postanowień traktatu wersalskiego, który tego zabraniał. Armatorzy ograniczali także zamówienia na budowę statków pasażerskich, chociaż jeszcze w 1924 stocznia notowała nadal bilans dodatni. W 1925 sytuacja się zdecydowanie pogorszyła tak, że nawet subwencja rządów Prus i Rzeszy nie uratowała jej od kryzysu. Rok później stocznia „Vulcan” została zakupiona przez firmę Deschimag (Deutsche Schiff- und Maschinenbau AG) z Bremy. W 1928 wraz z początkiem wielkiego kryzysu przedsiębiorstwo zaprzestało także produkcji lokomotyw. Ta część dawnego „Vulcana” została przejęta przez firmę August Borsig GmbH z Berlina.

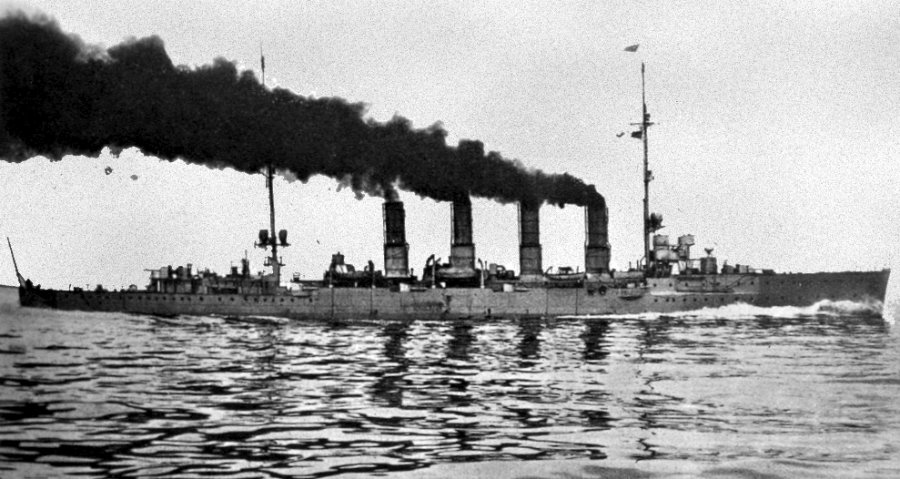
Krążownik lekki SMS „Breslau” (1912)

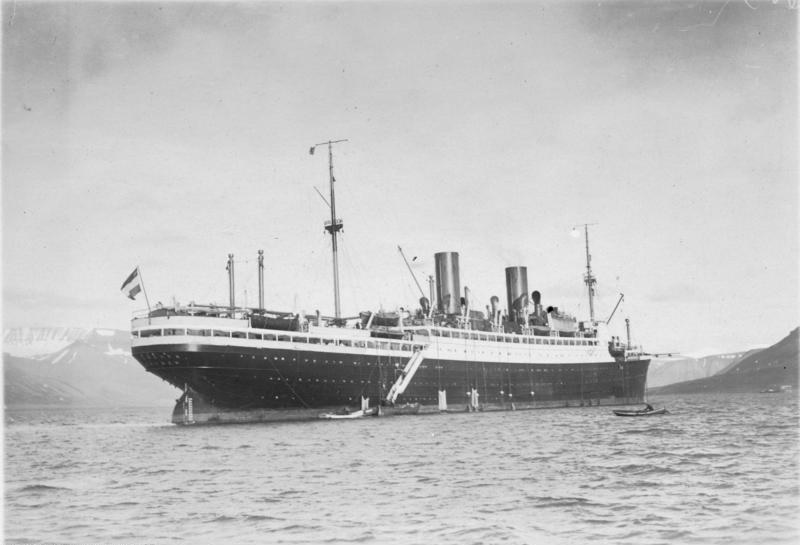
SS „General von Steuben” ex-„München” (1922)

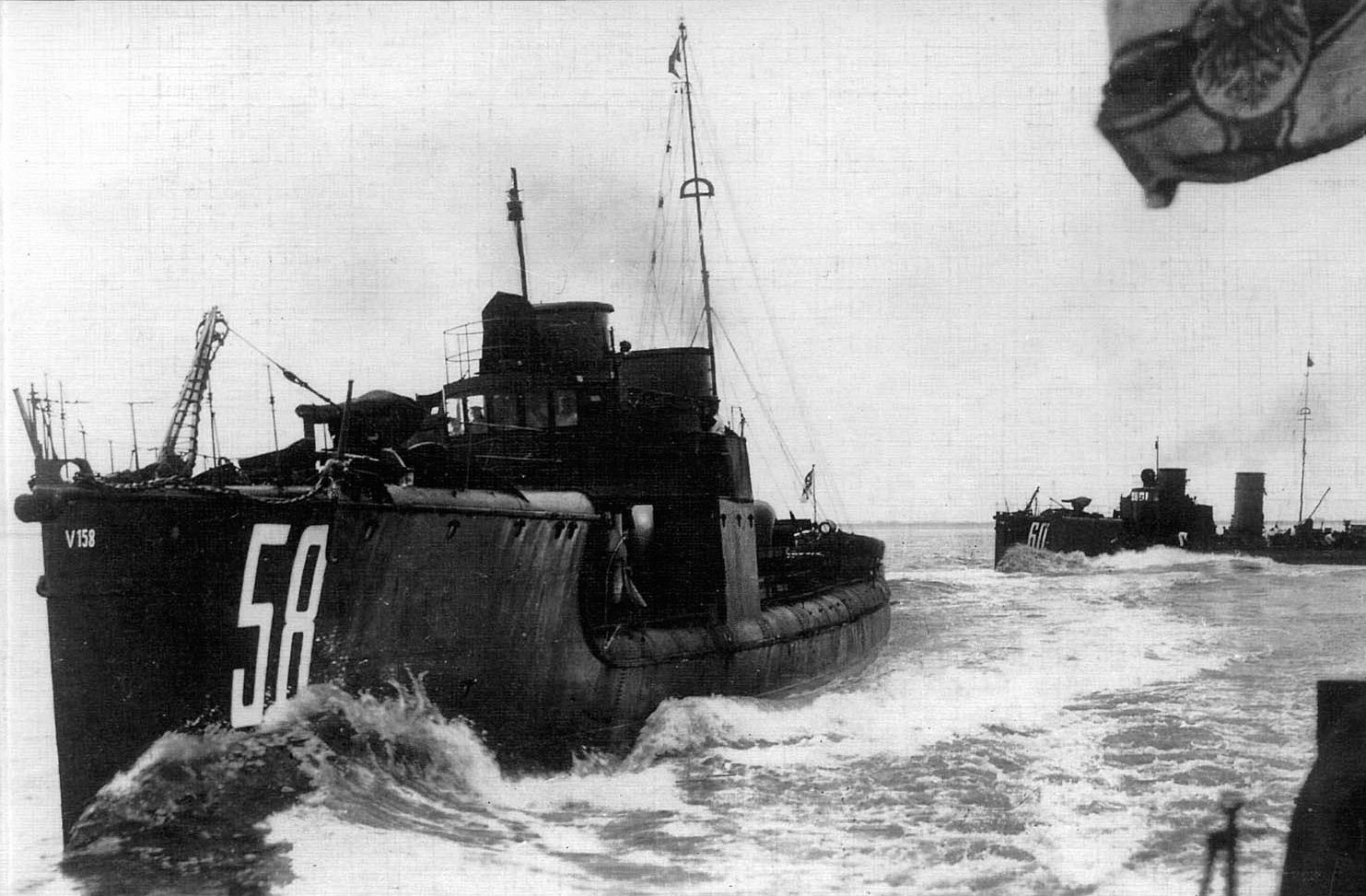
Niemieckie niszczyciele V 158 i V 160 (oznaczenia z literą V nosiły niszczyciele i torpedowce budowane w Vulcanie)

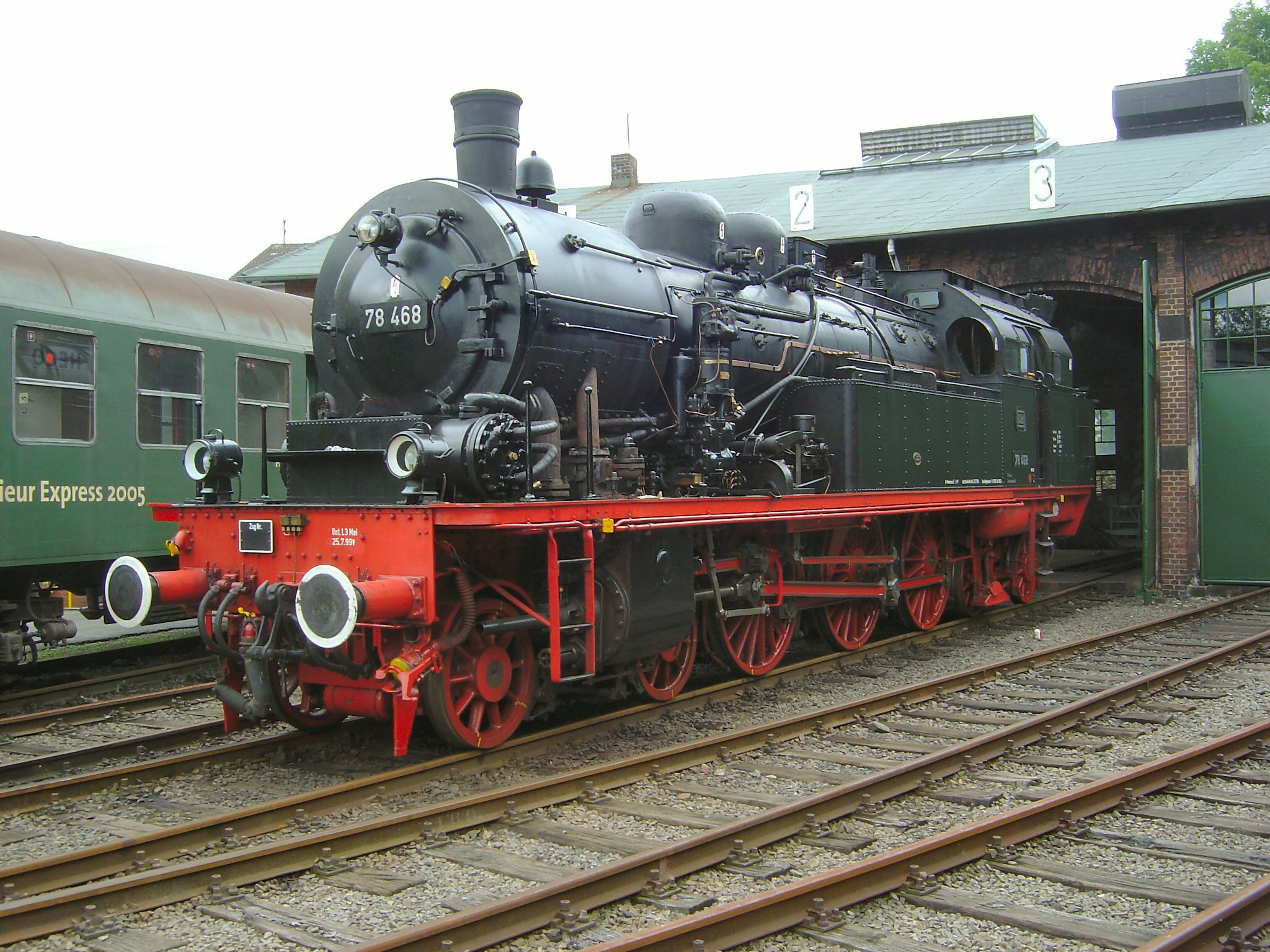
Lokomotywa T18 produkowana w Vulcanie o numerze Reichsbahn 78 468 z muzeum kolejnictwa w Dieringhausen

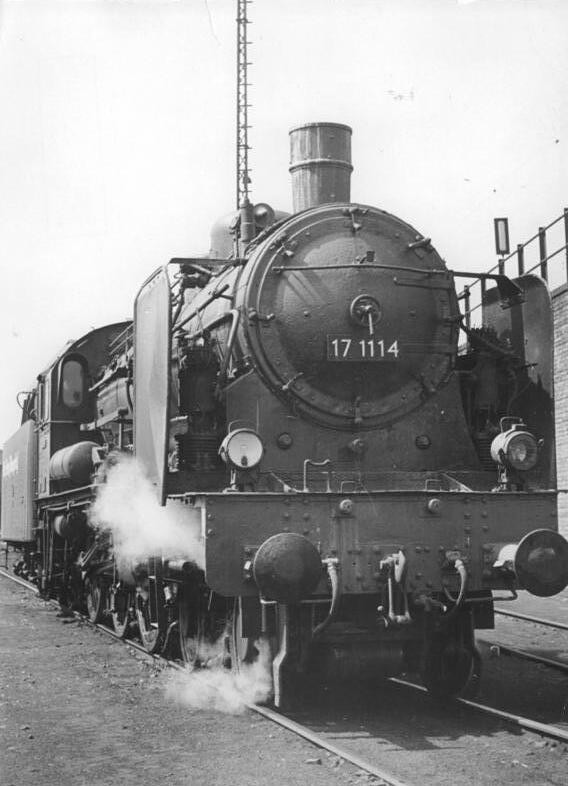
Lokomotywa S10 produkowana w Vulcanie

W 1938 ponownie uruchomiono m.in. wydział budowy maszyn, który dwa lata później mógł przyjąć zamówienie na okręty podwodne dla Kriegsmarine. W październiku 1943 roku zwodowano U-901, drugi z budowanych okrętów (U-902) został zniszczony podczas alianckich nalotów. Budowano tu także torpedowce. Do końca wojny stocznia została całkowicie zniszczona.
Po 1945 r. na jej terenie i przyległej Stettiner Oderwerke zbudowano Stocznię Szczecińską (od 2021 r. pod nazwą „Stocznia Szczecińska Wulkan”), a obecnie działa tam również Szczecińska Stocznia Remontowa „Gryfia”. Jednym z jej nabrzeży jest Nabrzeże Wulkan.

## Zbudowane statki i okręty
Wybrane statki i okręty zbudowane w stoczni „Vulcan”:
Statki pasażerskie:
- „Augusta Victoria”(inne języki) (1889)
- „Kaiser Wilhelm der Große” (1897)
- „Deutschland”(inne języki) (1900)
- „Kronprinz Wilhelm”(inne języki) (1901)
- „Kaiser Wilhelm II”(inne języki) (1903)
- „Kaiserin Auguste Victoria”(inne języki) (1905)
- „George Washington”(inne języki) (1908)
- „Steuben” (ex-„München”, „General von Steuben”, 1922)

Pancerniki:
- „Preußen”(inne języki) (I) (1876)
- „Dingyuan” (1885)
- „Zhenyuan” (1885)
- „Brandenburg” (1893)
- „Weißenburg” (1894)
- „Mecklenburg”(inne języki) (1903)
- „Preußen”(inne języki) (II) (1905)
- „Pommern” (1907)
- „Rheinland”(inne języki) (1910)

Krążowniki:
- „Leipzig”(inne języki) (1877)
- „Jiyuan” (1883)
- „Jingyuan” (1887)
- „Hertha” (1898)
- „Hansa”(inne języki) (1898)
- „Hamburg” (1904)
- „Lubeck”(inne języki) (1905)
- „Stettin” (1907)
- „Mainz”(inne języki) (1909)
- „Breslau” (1912)
- „Wiesbaden”(inne języki) (I) (1915)
- „Brummer”(inne języki) (1916)
- „Bremse”(inne języki) (1916)
- „Wiesbaden”(inne języki) (II) (1917-?)
- „Rostock”(inne języki) (1917-?)

Torpedowce:
- A 2 (1915)
- A 3 (1915)
- A 5 (1915)
- A 6 (1915)
- A 8 (1915)
- A 9 (1915)
- A 10 (1915)
- A 11 (1915)
- A 13 (1915)
- A 14 (1915)
- A 16 (1915)
- A 17 (1915)
- A 18 (1915)
- A 19 (1915)
- A 20 (1915)
- A 21 (1915)
- A 22 (1915)
- A 23 (1915)
- A 24 (1915)
- A 25 (1915)